# Leidenfrost-Effekt

Ein Wassertropfen auf heißer Herdplatte schwebt auf seiner Dampfschicht.

Der Leidenfrost-Effekt, auch Leidenfrost-Phänomen, ist ein von Johann Gottlob Leidenfrost beschriebener Effekt von auf heißem Untergrund springenden („tanzenden“) Wassertropfen. Der Vorgang ist auch unter der Begrifflichkeit Filmsieden bekannt. 

## Überblick

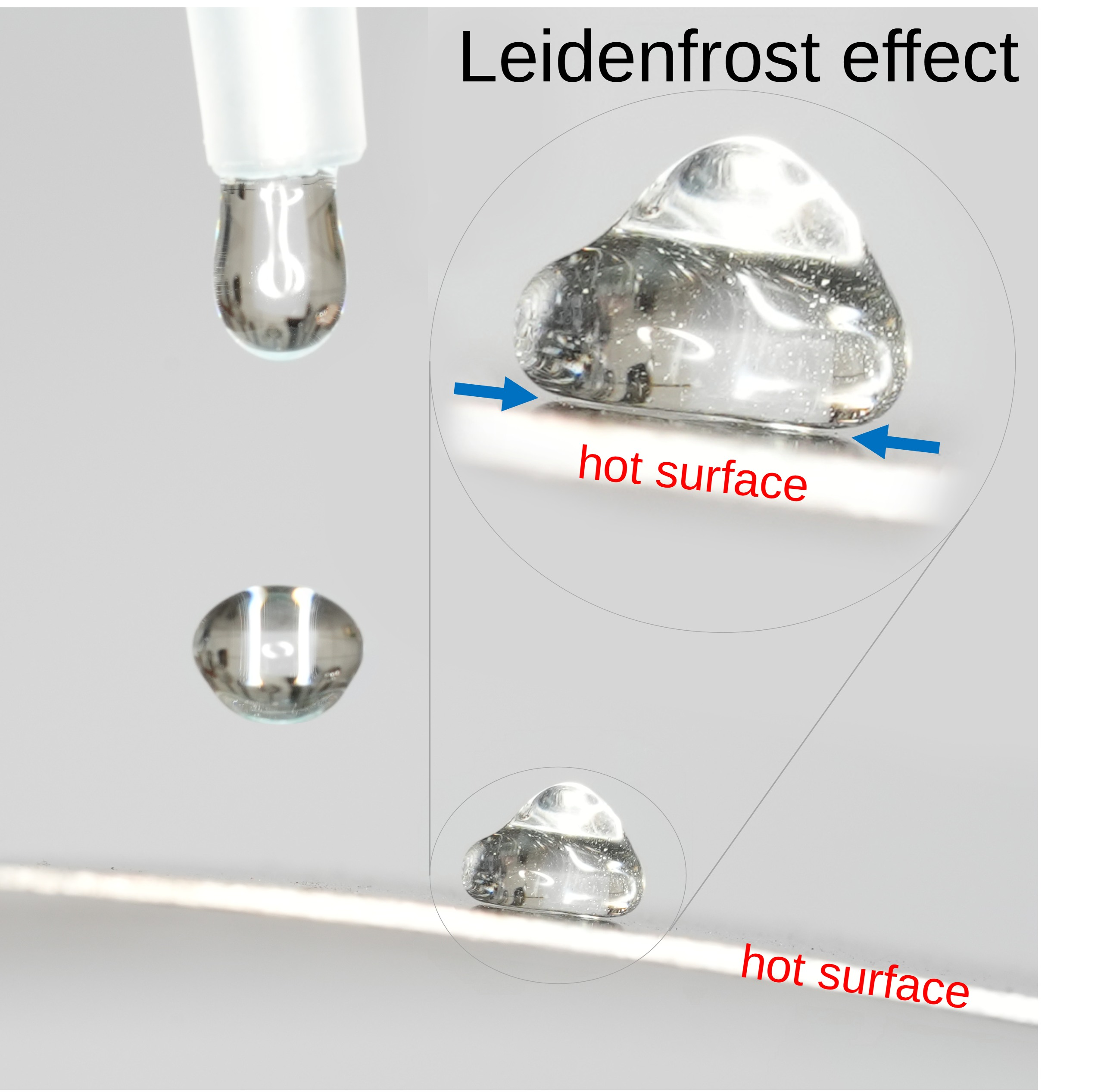
Leidenfrost-Effekt an einem Wassertropfen

Dieses Phänomen wurde erstmals von Johann Gottlob Leidenfrost in Duisburg erforscht und wird in der Schrift De aquae communis nonnullis qualitatibus tractatus 1756 beschrieben. Die Schrift selbst fußt auf der antiken, Empedokles (oder Aristoteles) zugeschriebenen Vier-Elemente-Lehre (Feuer, Wasser, Luft und Erde) und beabsichtigte, die Herstellung von Erde aus Feuer und Wasser zu belegen. Scheinbar gelang dies Leidenfrost mit diesem Experiment, aber es blieben nur die gelösten Salze des harten Duisburger Wassers nach dem Verdampfen des Wassers zurück.
Noch heute wird, wenn auch wissenschaftlich erklärt, mit dem Leidenfrost-Effekt ein physikalischer Effekt beschrieben, dem die verzögerte Stoffumsetzung, also die zeitlich gedehnte Änderung des Aggregatzustands, zugrunde liegt. Dieser Effekt kann bei einer heißen Herdplatte beobachtet werden, auf die ein Tropfen Wasser fällt. Ist die Temperatur der Grenzfläche hoch genug, um eine rasche primäre Verdampfung zu erreichen, so schwebt oder gleitet der Wassertropfen auf einem Dampfpolster, das ihn von direkter Wärmeübertragung trennt. Der Dampf ist dabei unter dem Wassertropfen gefangen und entweicht nur langsam. Gleichzeitig entsteht neuer Wasserdampf und der Tropfen gleitet so über dem heißen Material ähnlich einem Luftkissenfahrzeug.
Diese gasförmige Schutzschicht entsteht auch bei flüssigem Stickstoff, wenn dieser auf Gegenstände mit Zimmertemperatur trifft. Durch den Leidenfrost-Effekt ist es deshalb möglich, sich flüssigen Stickstoff (−196 °C) über die Hand laufen zu lassen oder die Hand für einen Augenblick einzutauchen, ohne sich zu verletzen. Es muss dabei jedoch sichergestellt sein, dass der gesamte Stickstoff ablaufen kann und sich nicht in Mulden sammelt. Gefahr besteht, wenn der flüssige Stickstoff Materialien mit hoher Wärmeleitfähigkeit (z. B. einen Ring am Finger) berührt. Hier besteht eine erhebliche Erfrierungsgefahr.
Einen unerwünschten Effekt bewirkt das Leidenfrost-Phänomen beim Härten von Metallen in einem flüssigen Medium wie Öl oder Wasser. Das angestrebte Herabkühlen des Werkstücks in möglichst kurzer Zeit verlängert sich durch die Dampfschicht zwischen Werkstück und Kühlmedium. Durch Zusätze zum Kühlmedium kann der Effekt bedingt beeinflusst werden, ebenso durch Bewegung des Werkstücks im Kühlmedium.
Ein anderer Vorgang, bei dem der Leidenfrost-Effekt angeblich vor Verbrennungen schützt, aber tatsächlich keine Rolle spielt, ist das Laufen über glühende Kohlen.

## Messmethode für Reinheitsgrad
Obwohl der Effekt lange bekannt ist und seine Grundlage gut verstanden wurde, gab es lange keine genauen Untersuchungen darüber, was genau mit den Tropfen bei ihrer Auflösung passiert. 2019 hat sich eine internationale Forschungsgruppe mit dieser Frage beschäftigt und entdeckt, dass manche Tropfen zerplatzen, während andere abheben, wenn sie klein genug werden. Ursache für das Zerplatzen sind Verunreinigungen in der Flüssigkeit; ab einer bestimmten Konzentration der Verunreinigung bricht das Kissen zusammen und der Tropfen fällt auf die heiße Oberfläche. Das durch das Platzen entstehende Knackgeräusch wurde bereits von Leidenfrost beobachtet, dieser konnte es aber nicht erklären. Da durch das Verdampfen der Flüssigkeit der Grad der Verunreinigung zum kritischen Zeitpunkt sowohl von der Konzentration in der Ausgangsflüssigkeit als auch von der Größe des ursprünglichen Tropfens abhängt, kann durch ein kontrolliertes Variieren der Tropfengröße über diesen Effekt bestimmt werden, wie rein die Ausgangsflüssigkeit ist.